# Сан Ђорђо (Тренто)
Сан Ђорђо је насеље у Италији у округу Тренто, региону Трентино-Јужни Тирол.
Према процени из 2011. у насељу је живело 690 становника. Насеље се налази на надморској висини од 77 м.